# Борнмут, Крайстчерч і Пул
Борнмут, Крайстчерч і Пул (англ. Bournemouth, Christchurch and Poole, BCP) — унітарна влада в церемоніальному графстві Дорсет, Англія. Він був створений 1 квітня 2019 року в результаті злиття територій, якими раніше керувала унітарна влада Борнмут і Пул, і неметропольного округу Крайстчерч. Влада охоплює більшу частину території агломерації Південний Дорсет.

## Передумови

Райони Дорсета до створення BCP

Борнмут і Крайстчерч історично є частиною графства Гемпшир, тоді як Пул історично є частиною Дорсета і був корпоративним підприємством графства. До середини 20-го століття міста почали об’єднуватися в агломерації, і в Акті про місцеве самоврядування 1974 року три території були об’єднані під церемоніальне графство Дорсет, утворюючи при цьому окремі райони. У 1997 році Пул і Борнмут стали унітарними органами влади, тоді як Крайстчерч залишився в раді графства Дорсет.
Нова влада була сформована в результаті реорганізації місцевого самоврядування в церемоніальному графстві Дорсет. Відповідно до планів, які отримали назву «Майбутній Дорсет», усі ради в окрузі були скасовані та замінені двома новими унітарними органами влади. Одна була сформована з існуючих унітарних органів влади Борнмута та Пулу, які об’єдналися з неметричним округом Крайстчерч, щоб створити унітарну владу, яка буде відома як Борнмут, Крайстчерч та Пул. Інший був створений шляхом злиття існуючих не столичних округів Веймут і Портленд, Західний Дорсет, Північний Дорсет, Пурбек і Східний Дорсет, щоб сформувати новий орган влади Дорсету.

## Рада Борнмута, Крайстчерча та Пула
25 травня 2018 року від імені державного секретаря з питань житлово-комунального господарства та місцевого самоврядування було створено нормативні документи для створення нового органу, а наступного дня було сформовано тіньовий орган. Тіньова влада складалася з існуючих радників округів Борнмут, Крайстчерч і Пул, а також радників округів, які представляли Крайстчерч. Тіньовий орган нараховував 125 членів і вперше зібрався 6 червня 2018 року. Однак, перевірка Комісії з визначення кордонів місцевого уряду зменшила кількість округів нової влади до 33 багатомандатних округів із загальною кількістю 76 радників.

## Географія
Влада розташована на південному сході церемоніального графства Дорсет приблизно в 150 км від Лондона. Дорсет в цілому є частиною південно-західного регіону Англії, який використовується для статистичних цілей. Усі три колишні райони є історично приморськими містами, де туризм відіграє важливу роль у місцевій економіці. Борнмут і Пул розташовані на північ від гавані Пул, тоді як Крайстчерч містить гавань Крайстчерча з островом Вайт і Солент на сході та Ла-Маншем на півдні та заході.

### Клімат
Борнмут, Крайстчерч і Пул мають океанічний помірний клімат. Наявність Гольфстріму гарантує, що Британські острови підтримують температуру навколишнього середовища цілий рік, і через своє розташування на південному узбережжі Англії ця територія має дещо тепліші зими та прохолодніше літо, ніж поселення, розташовані далі вглиб країни.

### Демографія

Борнмут, Крайстчерч і Пул

Основними населеними пунктами в Борнмуті, Крайстчерчі та Пулі є Борнмут, Пул, Крайстчерч і Мерлі / Оклі. У церемоніальному графстві Дорсет Борнмут і Пул є двома найбільшими поселеннями, тоді як Крайстчерч є четвертим після Веймута.
Борнмут, Крайстчерч і Пул приблизно збігаються з агломерацією Південно-Східний Дорсет, хоча остання також поширюється на колишній район Східний Дорсет і частини округу Нью-Форест у Гемпширі. Таким чином, територія розташована в межах Зеленого поясу Південно-Західного Гемпшира/Південно-Східного Дорсета, створеного між 1958 і 1980 роками, який регулює екологічну політику та політику планування для управління розширенням розвитку.